# Left Hand Path
Left Hand Path er det svenske dødsmetal-band Entombeds debutalbum der blev udgivet i 1990 gennem Earache Records. Nogle af sangene der er med på dette album blev skrevet da bandet gik under navnet Nihilist. CD-versionen indeholder to bonusnumre ved navn "Carnal Leftovers" og "Premature
Autopsy". På den japanske version er hele Crawl ep'en tilføjet. Left Hand Path blev genudgivet i 1991 som vinyl af Rock Brigade Records.

## Numre
1. "Left Hand Path" – 6:41
2. "Drowned" – 4:04
3. "Revel in Flesh" – 3:45
4. "When Life Has Ceased" – 4:13
5. "Supposed to Rot" – 2:06
6. "But Life Goes On" – 3:02
7. "Bitter Loss" – 4:25
8. "Morbid Devourment" – 5:27
9. "Abnormally Deceased" – 3:01
10. "The Truth Beyond" – 3:28
11. "Carnal Leftovers" (Bonusspor) – 3:00
12. "Premature Autopsy" (Bonusspor) – 4:26

## Musikere
- Lars Göran Petrov – vokal
- Uffe Cederlund – Guitar, bas
- Alex Hellid – Guitar
- Nicke Andersson – Trommer, bas, logo